# Anticapitalistas
Pour les articles homonymes, voir Gauche anticapitaliste.
Anticapitalistas (« Anticapitalistes ») est une organisation politique espagnole de gauche ou de gauche radicale. Elle est la section espagnole de la Quatrième Internationale. Sa branche catalane se nomme Revolta Global. L'organisation est fondée en 1995 sous le nom Espacio Alternativo (« Espace alternatif »), elle prend le nom d'Izquierda Anticapitalista (« Gauche anticapitaliste ») en 2009 et son nom actuel en janvier 2015. Elle intègre Podemos la même année et quitte Podemos en 2020 pour devenir un parti politique indépendant.

## Historique
Elle a été fondée en 1995 sous le nom d'Espacio Alternativo (Espace alternatif) par d'anciens militants de la Ligue communiste révolutionnaire. Après son union ratée avec le Mouvement communiste, elle rejoint Gauche unie. Elle se constitue en parti politique le 22 novembre 2008 lors d'une conférence, dans le but de concourir aux élections européennes de 2009. À cette occasion, elle choisit de changer de dénomination, optant pour Izquierda Anticapitalista. Elle est reconnue comme parti politique par le ministère de l'Intérieur en février 2009.
La Gauche anticapitaliste contribue au lancement de ce qui devient Podemos, un parti large de gauche partiellement issu du mouvement des Indignés. En novembre 2014, malgré les débats qui divisent ses leaders, Izquierda Anticapitalista adhère à Podemos. Teresa Rodríguez, militante d'IA et syndicaliste enseignante, est élue députée européenne sur les listes de Podemos en mai 2014. Elle intègre celui-ci en janvier 2015 et change une nouvelle fois de dénomination officielle, optant pour Anticapitalistas.